# Izba Zgromadzenia Tasmanii

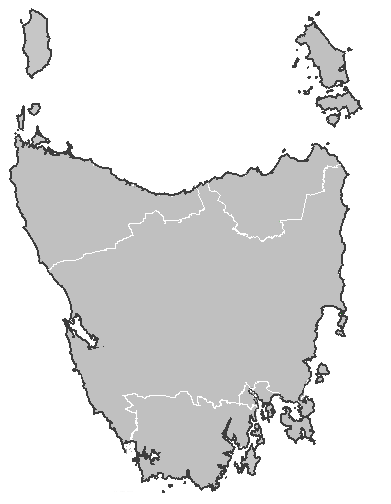
Podział Tasmanii na okręgi wyborcze do Izby Zgromadzenia

Izba Zgromadzenia Tasmanii (Tasmanian House of Assembly) – izba niższa parlamentu australijskiego stanu Tasmania, składająca się z 25 deputowanych wybieranych na czteroletnią kadencję. Wybory odbywają się z zastosowaniem metody pojedynczego głosu przechodniego, zaś na ich potrzeby stan podzielony jest na pięć pięciomandatowych okręgów wyborczych. Przywódca partii lub koalicji dysponującej większością w Izbie tradycyjnie obejmuje funkcję premiera stanu.
Izba powstała w 1856, gdy Tasmania - wówczas kolonia brytyjska - uzyskała autonomię. Początkowo liczyła 30 członków, zaś jej liczebność była później kilkakrotnie zmieniana. Obecna liczba członków została ustalona w roku 1998.